# Енн Лі (тенісистка)
Енн Лі (англ. Ann Li, 26 червня 2000) — американська тенісистка.

## Фінали Туру WTA

### Одиночний розряд: 4 (1 титул, 2 поразки, 1 не розіграно)
| Легенда                      |
| ---------------------------- |
| Турніри Великого шлему (0–0) |
| Турніри WTA 1000 (0–0)       |
| Турніри WTA 500 (0–0)        |
| Турніри WTA 250 (1–2)        |

| Фінали за покриттям |
| ------------------- |
| Тверде (1–2)        |
| Ґрунт (0–0)         |
| Трава (0–0)         |

| Фінали за умовами |
| ----------------- |
| Під небом (1–1)   |
| У залі (0–1)      |

| Результат | В-П | Дата     | Турнір                        | Tier    | Покриття | Опонент         | Рахунок   |
| --------- | --- | -------- | ----------------------------- | ------- | -------- | --------------- | --------- |
| Finalist  | 0–1 | Лют 2021 | Grampians Trophy, Австралія   | WTA 500 | Тверде   | Анетт Контавейт | cancelled |
| Win       | 1–1 | Жов 2021 | Tenerife Ladies Open, Іспанія | WTA 250 | Тверде   | Каміла Осоріо   | 6–1, 6–4  |
| Loss      | 1–2 | Жов 2024 | Merida Open, Мексика          | WTA 250 | Тверде   | Зейнеп Сьонмез  | 2–6, 1–6  |
| Loss      | 1–3 | Лют 2025 | Singapore Open, Сінгапур      | WTA 250 | Тверде   | Елісе Мертенс   | 1–6, 4–6  |